# Listă de regizori de teatru moldoveni
Aceasta este o listă de regizori  de teatru din Republica Moldova în ordine alfabetică. 
Cuprins: Început - 0–9 A B C D E F G H I J K L M N O P Q R S T U V W X Y Z

## A
- Veniamin Apostol[1]
- Nadejda Aronețkaia[1]
- Băno Axionov[2][3]

## B
- Andrei Băleanu[1]
- Daniil Bondarenko[1]

## C
- Eleonora Constantinov[4]
- Alexandru Cozub[1]

## D
- Vitalie Drucec[1]

## F
- Mihai Fusu[1]
- Silviu Fusu[1]

## G
- Valeriu Gagiu
- Alexandru Grecu[1]
- Victor Gherlac[1]

## H
- Petru Hadîrcă[1]

## J

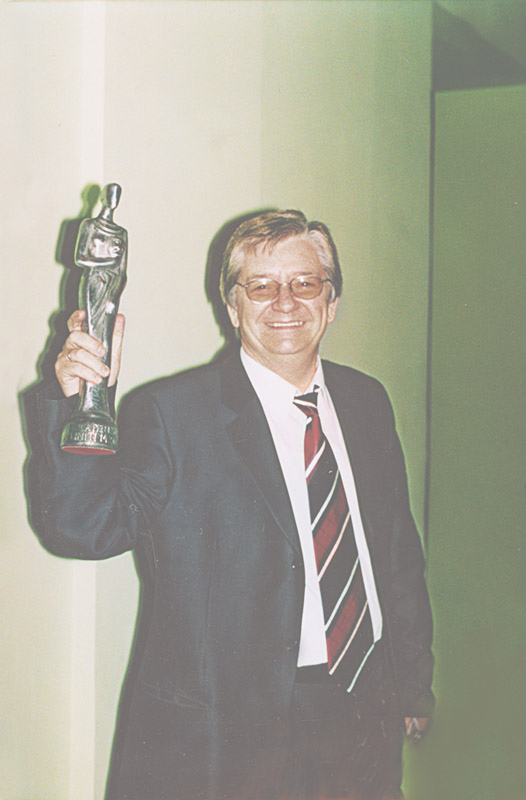
Titus Jucov

- Titus Jucov[5]

## M
- Veaceslav Madan[1][6]

## R
- Vitalie Rusu[6]

## S
- Sandri Ion Șcurea[1]

## T
- Tudor Țărnă[1][6]
- Timofti Mihai

## V
- Alexandru Vasilache[1][7]
- Petru Vutcărău[1]

## Vezi și
- Listă de regizori români de teatru